# Tutzing
Tutzing es un municipio del distrito de Starnberg, en Baviera, Alemania. Aunque es bastante pequeño, ha sido lugar de residencia de algunas celebridades alemanas, incluyendo al presidente del Tribunal Federal Constitucional, Hans-Jürgen Papier, los músicos Peter Maffay y Leslie Mándoki. También es el sitio donde murió Erich Ludendorff, en 1937.
Tiene una superficie de 35.63 km² y una altitud de 611 metros sobre el nivel del mar. Su población es de 9,427 habitantes (hasta el 31 de diciembre de 2006), con una densidad de 265 habitantes/km².

## Historia del holocausto y memorial
Fue una de las paradas en las marchas de evacuación del nacionalsocialismo, conocidas como "Las marchas de la muerte", que recorrían los prisioneros del campo de concentración, caminando hacia el sur de Dachau en 1945. Una placa colocada frente al ayuntamiento, honra su destino y a la mucha gente que murió a lo largo del camino.

## Elly Ney y el debate de la ciudadanía honoraria
Recientemente se ha generado una polémica alrededor de una ciudadana honoraria de Tutzing, Elly Ney, quien fuera una pianista reconocida y nacional socialista muy activa, además devota de Adolfo Hitler; entre otras cosas le escribió ardientes cartas y con frecuencia apoyaba la ideología antisemita nazi. 
A finales del 2008 el alcalde de Tutzing, ejecutando sus derechos como propietario del ayuntamiento, retiró un retrato de Ney que se exhibía allí y desató un debate sobre la "causa Ney". La pregunta era si Tutzing debería retirarle la ciudadanía honoraria. Incontables artículos de prensa alemanes, diversos académicos, el presidente de la Federación judía alemana y muchos ciudadanos comprometidos, expresaron fuertes preocupaciones, alegando que el estatus de ciudadano honorario de Ney y el debate en si, eran vergonzosos. A pesar del fuerte apoyo de todas esas voces en pro de retirarle la ciudadanía honoraria y renombrar la calle que lleva su nombre, a finales del enero de 2009, el consejo comunitario ultraconservador de Tutzing decidió mantenerlos sin cambio.